# Analdrüse
Als Analdrüsen werden Drüsen in räumlicher Nähe zum After (Anus) bezeichnet. Sie befinden sich oft dicht unter der Haut in Nähe des Afters und münden mit einem mehr oder weniger langen Gang im After oder in der Haut in der Nähe des Afters.

## Einteilung
Nach der Lokalisation können diese Drüsen weiter unterteilt werden:
- Anal- oder Proktodäaldrüsen/Proktodealdrüse (Glandulae anales): In der Schleimhaut des Analkanals liegende Schlauchdrüsen, die ein schleimiges Sekret im Bereich der Zona columnaris des Analkanals abgeben. Beim Menschen können diese nur rudimentär vorliegen oder ganz fehlen.
- Analbeuteldrüsen (Glandulae sinus paranales): Drüsen die sich in einen seitlich des Afters befindlichen Speicherraum (Analbeutel) ergießen. Sie sind typisch für Raubtiere.
- Perianaldrüsen (Glandulae perianales): Drüsen in der Dammgegend, die sich beim Meerschweinchen in einen unpaaren Sammelraum unterhalb des Anus (Perinealtasche) ergießen. Bei Kaninchen werden sie als  „Geschlechtsecken“ bezeichnet.[2]
- Zirkumanaldrüsen (Glandulae circumanales): Drüsen um die Afteröffnung, zumeist ohne Ausführungsgänge bei Hunden.

Perianal- und Zirkumanaldrüsen werden auch als „hepatoide“ (leberähnliche) Drüsen bezeichnet. Beim Adenom der hepatoiden Drüsen des Hundes sind Übergangsformen zwischen gutartigen und bösartigen Tumoren möglich, was die zytologische Unterscheidung erschwert.

## Funktion
Die Sekrete der Analdrüsen werden je nach Tierart beim Kotabsetzen mit abgegeben, durch Reiben des Afters an Gegenständen abgestreift oder bei Drüsen mit Speicherraum gezielt aus dieser verspritzt. Sie dienen verschiedenen Zwecken:
- Bildung eines Individualgeruches zur gegenseitigen Identifizierung der Individuen („Analgesicht“)
- Markieren des Territoriums
- Signalisierung von Paarungsbereitschaft durch Absondern von Pheromonen
- Abwehr von Feinden; dazu kann das übelriechende Sekret teilweise gezielt verspritzt werden (Skunks)
- Zur leichteren Ausscheidung von festem Kot (als „Gleitmittel“)

## Tiere mit Analdrüsen
Analdrüsen sind bei sehr vielen Tiergruppen verbreitet. Teilweise sind sie nicht bei beiden Geschlechtern entwickelt:
- Viele Primaten einschließlich des Menschen
- Nahezu alle Raubtiere der Familien Hunde- und Katzenartige besitzen Analdrüsen:
  - Marder (Marder, Skunks, Dachse, Otter)
  - Hunde, Hyänen
  - Bären
  - Die meisten Groß- und Kleinkatzen
- Nagetiere
- Viele Schlangen

## Erkrankungen

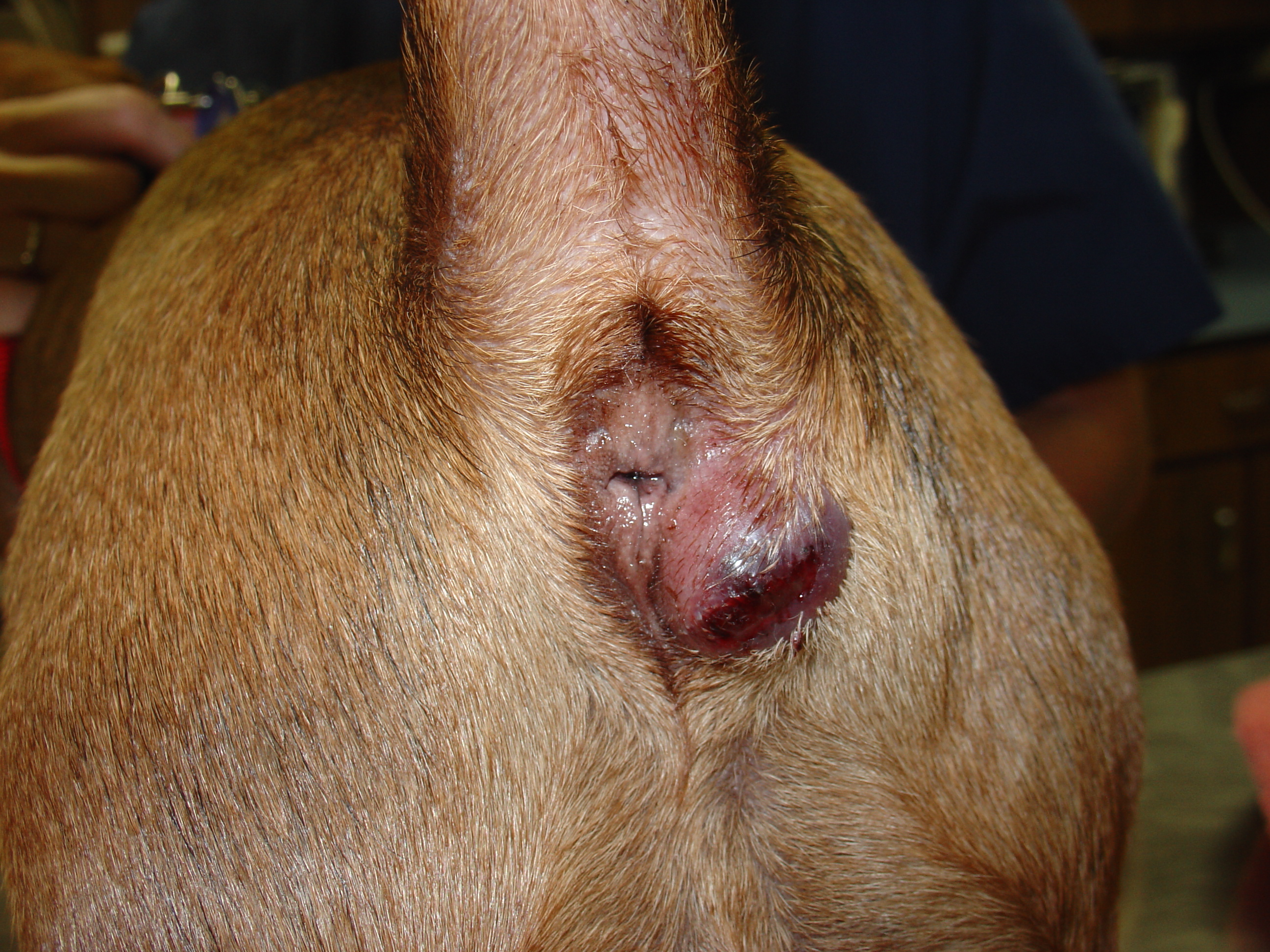
Analdrüsenabszess des Hundes

Bei Verstopfung der Analdrüsen und/oder deren Ausführungsgängen kann es zu einer Entzündung (Kryptitis) kommen. Infektionen der Analdrüsen können zu Abszedierung und Fistelbildung führen. Auch Tumoren (Adenome und Karzinome) der Analdrüsen können auftreten. Vor allem bei Haushunden sind Adenokarzinome der Analbeutel gefürchtet, weil sie sehr früh Metastasen bilden.